# Grupo Desportivo da Companhia Têxtil do Punguè
 Grupo Desportivo da Companhia Têxtil do Punguè é um clube de futebol  moçambicano baseada na cidade da  Beira. Eles jogam na segunda divisão do futebol moçambicano, Campeonato Provincial (Província de Sofala). 

## Títulos
- Campeonato Moçambicano de Futebol: 1

1981

## Performance na CAF
- Liga dos Campeões da CAF: 1 aparecimento

Melhor: 1981-82 Quinta Rodada - Perdeu para o Young Africans por 4 - 1.
- Copa das Confederações da CAF: 1 aparecimento

Melhor: 2007 Última 32 - Perdeu para o Union Douala por 6 - 0
- Copa da CAF

1997 Quinta Rodada